# Ernest Overton
Charles Ernest Overton, född 25 februari 1865 i Stretton, Cheshire, Storbritannien, död 27 januari 1933 i Lund, Sverige, var en engelsk biolog och farmakolog.
Overton flyttade 1882 till Zürich, och började studera vid industriskolan där. 1884 hade han börjat studera botanik vid Zürichs universitet och promoverades 1889. 
Under en tid studerade han även i Bonn. 1887 blev han assistent i botanik vid universitetet i Zürich, var 1890-1901 docent där i samma ämne och 1901-07 assistent i fysiologi vid Würzburgs universitet. 1909-30 var han professor i farmakologi vid Lunds universitet. Overton var banbrytande inom den fysikaliska kemins tillämpning på biologiska problem, och hans viktigaste arbeten rör cellernas osmotiska förhållanden. För att förklara skillnaden i olika ämnens förmåga att intränga i cellen antog Overton att denna omgavs av en semipermeabel membran av fettartade substanser och att endast sådana ämnen kunde passivt intränga i cellen, som vore lösliga i denna membran. Overton stödde denna teori på ett mycket stort antal experimentella iakttagelser. Med utgångspunkt härifrån uppställde han ungefär samtidigt med Hans Horst Meyer en teori för de så kallade indifferenta narkotiska verkan, "Meyer-Overtons narkosteori", enligt vilken den narkotiska kraften bestämmes av det sätt, på vilket ämnet fördelar sig mellan vatten och lipider.
Overton gifte sig 1912 med Louise Petrén, (1880-1977), den första svenska kvinna som blev filosofie doktor i matematik.

## Verk (urval)
- Studien über die Narkose. Gustav Fischer Verlag, Jena 1901.